# Альфонс, Харриет
Харриет Альфонс, урождённая Юзефсон (швед. Harriet Alfons; 9 мая 1923, Уппсала — 23 июня 2015, Стокгольм) — шведская переводчица художественной литературы.

## Биография
Харриет Юзефсон родилась в 1923 году в Уппсале. Её родителями были Рагнар Юзефсон, историк искусства, и Габриэлла Абрамсон. Когда отец Харриет получил должность преподавателя в Лундском университете, семья переехала в Лунд. Там Харриет изучала историю литературы и религии, а также английский язык. В 1945 году она вышла замуж за Свена Альфонса, который учился у её отца, а впоследствии стал писателем. Супруги поселились в Стокгольме, где Харриет устроилась редактором в издательстве Natur & Kultur. В числе прочего она была назначена ответственной за публикацию антологии детской литературы «Min skattkammare». Позднее Харриет Альфонс работала редактором в издательствах Albert Bonniers и Forum, а с 1955 года — в Svensk Lärartidnings Förlag, где на протяжении восемнадцати лет была главным редактором серии детских книг «Barnbiblioteket Saga».
В конце 1950-х годов Харриет Альфонс начала заниматься переводами, в основном с английского языка. Вначале она переводила детскую литературу для серии книг, выходившей под её руководством, но затем стала переводить прозу для взрослых, включая произведения нобелевских лауреатов, в том числе Дорис Лессинг. Она также переводила книги Вирджинии Вулф, Ребекки Уэст, Эдит Уортон, Бернарда Маламуда, Джона Апдайка и Андре Бринка. Единственным её переводом не с английского языка стал роман Вильяма Хейнесена «Berättelser från Thorshavn», переведённый с датского. Помимо художественной литературы, Харриет Альфонс переводила книги по психологии и искусству.
Харриет Альфонс умерла в 2015 году в Стокгольме. Её дочь Ребекка также стала переводчицей.